# عزيز شكري
محمد عزيز شكري (1356- 1434 هـ/ 1937/ 2012 م) حقوقي خبير ومستشار قانوني سوري، رئيس قسم القانون الدَّولي في جامعة دمشق، عضو مجمع اللغة العربية بدمشق. المدير العام لهيئة الموسوعة العربية السورية من 14/ 4/ 2004 حتى وفاته 2012م. ولادته ووفاته بدمشق.

## الشهادات العلمية
1. الإجازة في الحقوق (امتياز أوائل جامعات الجمهورية العربية المتحدة) 1959م.
2. الماجستير في القانون LL.M. من جامعة فرجينيا بالولايات المتحدة الأمريكية 1961م.
3. الدكتوراه في علم القانون J.S.D من جامعة كولومبيا في نيويورك 1964م.

## المنح العلمية
ـ بحاثة على منح فولبرايت Full bright Scholar 
- أستاذ زائر في جامعة هارفرد 1988ـ 1989.

## المناصب العلمية
ـ مدرس القانون الدولي في جامعة دمشق(كلية الحقوق) 1964ـ1970م.
ـ أستاذ القانون الدولي المساعد في جامعة دمشق (كلية الحقوق) ثم في جامعة الكويت 1970ـ1977م.
ـ أستاذ القانون الدولي في جامعة الكويت 1975ـ1977م.
ـ وكيل كلية الحقوق والشريعة بجامعة الكويت 1976ـ1977م.
ـ أستاذ كرسي القانون الدولي العام بجامعة دمشق 1980 وحتى نهاية عام 2003م.
ـ عميد كلية الحقوق بجامعة دمشق بين 1987ـ1995م وقبلها بين 1984ـ 1985م.
ـ أستاذ زائر في الجامعة الأردنية (الدراسات العليا 1981م).
ـ أستاذ زائر في المعهد الدولي لحقوق الإنسان (ستراسبورغ) صيف 1992م.
ـ محرر مؤازر في الموسوعة الفلسطينية 1978ـ1981م.
ـ رئيس قسم القانون الدولي في كلية الحقوق، جامعة دمشق 1980ـ1989م. و1996ـ2003م.
- رئيس قسم العلوم القانونية والاقتصادية والسياسية والشرعية في هيئة الموسوعة العربية منذ عام 1995م وحتى وفاته.
ـ عميد كلية العلاقات الدولية والدبلوماسية في جامعة القلمون الخاصة 2003-2005م.

## الخبرات العلمية
ـ مستشار قانوني لوزارة الخارجية السورية 1965ـ1970م.
ـ مستشار قانوني لوزارة الخارجية السورية 1977ـ1983م.
ـ مستشار قانوني لوزارة الخارجية الكويتية 1970ـ1977م.
ـ مستشار قانوني لوزارة التخطيط الكويتية 1974ـ1977م.
ـ مستشار قانوني للأمانة العامة لجامعة الدول العربية 1968ـ1990م.
ـ مستشار قانوني لحكومة دولة الكويت خلال أزمة الخليج 1990ـ1991م.

## مؤتمرات ولجان ومهام دولية شارك بها
1- اللجنة القانونية الدائمة لجامعة الدول العربية 1968ـ1969م وكان مقررها.
2- مؤتمر فيينا لقانون المعاهدات (الدورة الثانية) فيينا 1969(رئيس الوفد السوري).
3- ترجم إلى العربية وبتكليف من الأمانة العامة لجامعة الدول العربية نصوص معاهدة فيينا للمعاهدات لعام 1969 واعتمدت الترجمة في مجلس الجامعة 1970م.
4- المؤتمر الدبلوماسي للقانون الدولي الإنساني 1976 جنيف (عضو الوفد الكويتي).
5- عضو اللجنة العامة لإعادة هيكلة جامعة الدول العربية 1979ـ1980م (تونس).
6- رئيس لجنة صياغة تعديل ميثاق جامعة الدول العربية 1979ـ1980م.
7- وضع المشروع الأول للنظام الأساسي لمحكمة العدل الدولية 1980 بتكليف من الأمانة العامة لجامعة الدول العربية.
8- وضع مشروع بروتوكول القمم العربية بتكليف من الأمانة العامة لجامعة الدول العربية 1984م.
9- مقرر فريق الخبراء المنبثق عن وزراء المالية العرب برئاسة دولة الدكتور سليم الحص لإعادة هيكلة المنظمات العربية المتخصصة 1987ـ 1988م.
10- مقرر اللجنة الثمانية لوزراء المالية العرب في موضوع المنظمـات العربية المتخصصة 1988م.
11- رئيس لجنة الصياغة في الندوة الرابعة للخبراء العرب حول حق اللاجئين (القاهرة 1992م).
12- نائب رئيس الوفد السوري لمؤتمر روما الدبلوماسي لإنشاء المحكمة الجنائية الدوليـة 1998م. ورئيس الوفد السوري لاجتماعات اللجنة التحضيرية لإقامة المحكمة في دوراتها الثماني بين أعوام 1999 و 2002م.
13- رئيس الوفد السوري لمؤتمر لاهاي لتعديل بروتوكول عام 1954م بشأن حماية الملكية الثقافية خلال النزاعات المسلحة 1999م.
14- رئيس الوفد السوري للندوة التي أقامتها الأمانة العامة لجامعة الدول العربية عن جدوى الانضمام للمحكمة الجنائية الدولية شباط 2002م.
15- المنسق العلمي لندوات اللجنة الدولية للصليب الأحمر أعوام 2000ـ2001ـ2002ـ و2003 حول نشر وتطوير القانون الدولي الإنساني.

## جمعيات تخصصية
ـ نقابة المحامين في سورية منذ 1969م.
ـ عضو الجمعية الأمريكية للقانون الدولي منذ عام 1961م.
ـ عضو الجمعية المصرية للقانون الدولي منذ عام 1964م.
ـ رئيس الشعبة السورية لمعهد القانون الدولي Int.L .Law Institute منذ عام 1991م.
ـ عضو الجمعية الدولية للقانون الجزائي الدولي (فيينا) منذ عام 1991م.
ـ عضو مجلس إدارة غرفة التجارة العربية اليونانية 1993ـ1995م.
ـ محكّم لمجلات الحقوق في جامعات الكويت والأردن والإمارات والسعودية.
ـ محكّم لجوائز عبد الحميد شومان.

## أهم مؤلفاته

### الكتب
1- The Acquisition of Nationality in the laws of Arab States
رسالة لنيل درجة الماجستير في القانون (LL.M) قدمت لكلية الحقوق في جامعة فرجينيا بالولايات المتحدة الأمريكية 1961م.
2- The Concept of Self-Determination in the United Nations
رسالة لنيل درجة الدكتوراه في علم القانون (J.S.D) قدمت لكلية الحقوق في جامعة كولومبيا بالولايات المتحدة الأمريكية نشرتها دار الفكر بدمشق 1965م.
3- «القضاء الدولي» بالاشتراك مع الدكتور فؤاد شباط، مطبعة جامعة دمشق 1966م.
4- «المدخل إلى القانون الدولي العام وقت السلم» الطبعة الأولى 1969، دمشق، دار الكتاب، الطبعات الثانية والثالثة والرابعة (منقحة ومزيدة)، دمشق دار الفكر 1973ـ1977ـ1980ـ1983م.
5- «الجنسية العربية السورية» الطبعة الأولى 1970، دار الفكر، دمشق، الطبعة الثانية (منقحة ومزيدة) 1972م.
6- «مسألة الجزر في الخليج العربي والقانون الدولي»، دمشق، 1972م.
7- «التنظيم الدولي العالمي بين النظرية والواقع»، دار الفكر، 1973م.
8- «قضايا معاصرة في السياسة الدولية» بالاشتراك مع الدكتور حسن الإبراهيم، وكالة المطبوعات، الكويت، 1972م.
9 - «الدول العربية الخليجية والمجتمع الدولي»، منشورات مركز أبحاث الخليج، الكويت 1974م.
10 - جولة في السياسة الدولية"، بالاشتراك مع الدكتورين حسن الإبراهيم وسيف عباس، الطبعة الأولى 1975، بيروت، الدار المتحدة للنشر. الطبعة الثانية الكويت دار العلوم 1978م.
11- «الخليج العربي ماضياً وحاضراً»، دراسة في تطور دول الخليج ونظام الحكم فيها، الكويت، 1974م.
12- «جامعة الدول العربية ووكالاتها المتخصصة بين النظرية والواقع»، الكويت، دار ذات السلاسل، 1975م.
13- «الأحلاف والتكتلات في السياسة العالمية»، الكويت، سلسلة عالم المعرفة الصادرة عن المجلس الوطني للثقافة والفنون والآداب، رقم 7 تموز (يوليو) 1977م.
14- «مدخل إلى القانون الدولي العام» مطبوعات جامعة دمشق 1981ـ1982م. وتكررت طباعته في سبع طبعات.
15- «القضية الفلسطينية والمشاكل المعاصرة»، بعض الملامح القانونية، بالاشتراك مع الدكتور فؤاد ديب (تحرير وإعداد)، منشورات جامعة دمشق 1981ـ1982م.
16. -An Introduction To The Science of Law Univ. of Damascus Press 1981-1982,1984.1990-1995,2003.
17- «مبادئ القانون الدولي العام»، منشورات كلية البريد العربية، دمشق، 1985م.
18- ميثاق جامعة الدول العربية وأنظمتها وأجهزتها"، بالاشتراك مع عبد الله الربابعة، منشورات كلية البريد العربية، 1985م.
19- «الوجيز في القانون الدولي العام مقارناً بأحكام الفقه الإسلامي»، مطبوعات جامعة دمشق، 1986ـ1987م. وقد طبع عدة مرات بعدها.
20- International Terrorism A legal Critique, Amana Books Vermont USA 1991.
21- «الإرهاب الدولي: دراسة قانونية ناقدة»، دار العلم للملايين، بيروت 1991م.
22- الوسيط «المنظمات الدولية» بالاشتراك مع الدكتور ماجد الحموي 1996م.
23- «الإرهاب الدولي في النظام الراهن» بالاشتراك مع الدكتورة أمل يازجي، دار الفكر، دمشق 2002م.

### الدراســـات والبحــــوث
1- «قانون المعاهدات»، دراسة في اتفاقية فيينا لعام 1969، في مجلة دراسات في الدبلوماسية العربية الصادرة عن المعهد الوطني للإدارة والإنماء، بيروت، 1970م.
2- «في ذكرى الإعلان العالمي لحقوق الإنسان»، في مجلة الموسم الثقافي لجامعة الكويت، 1970ـ 1971م.
3- «التكامل الوظيفي في العالم العربي» في مجلة السياسة الدولية الصادرة عن مؤسسة الأهرام، القاهرة، العدد28 نيسان 1972م.
4- «الدبلوماسية وتطورها»، في مجلد الدورة الدبلوماسية الثالثة، وزارة الخارجية دولة الكويت 1972م.
5- «التكتلات الإقليمية»، مجلة كلية التجارة والاقتصاد والعلوم السياسية، جامعة الكويت، 1972 العدد الأول.
6- «الأمم المتحدة والمستقبل الدولي»، مجلة السياسة الدولية، القاهرة، العدد 34 تشرين الأول، 1973م.
7- «التكتلات والأحلاف الدولية في عصر الوفاق»، مجلة السياسة الدولية، القاهرة، العدد 38 تشرين الأول، 1974م.
8- «كيفية تحديث جامعة الدول العربية»، مجلة السياسة الدولية، القاهرة، العدد 41 تموز 1975م.
9- «معاهدة المعاهدات، بعض مالها وما عليها»، مجلة كلية الحقوق والشريعة، جامعة الكويت، العدد الأول كانون الثاني، 1977م.
10- الوظيفية واستراتيجية العمل العربي المشترك"، مجلة السياسة الدولية، القاهرة العدد 48 نيسان 1977م.
11- The Palestinians and Self Determination ، بحث مقدم لندوة فلسطين المنعقدة في بروكسل عام 1976 وقد نشر بالفرنسية أيضاً في مجلد صدر عن أعمال الندوة عام 1977م.
12- «مفهوم تقرير المصير في نظام الأمم المتحدة وتطبيقه على الفلسطينيين»، مجلة قضايا عربية، بيروت، تشرين الثاني 1980م.
13- «نحو ميثاق جديد لجامعة الدول العربية»، مجلة قضايا عربية، بيروت، شباط، 1980م.
14- «نحو محكمة عدل عربية»، قضايا عربية، بيروت آب 1980م.
15- «أنسنة الحرب» مجلة الفكر العسكري، دمشق، العدد 4 لعام 1980 والعدد 2 لعام 1981.
16- «محكمة العدل العربية المرتقبة»، مجلة شؤون عربية، تونس، العدد 4 حزيران 1981م.
17- «مشروع برتوكول حول القمم العربية»، مجلة شؤون عربية، تونس، العدد 5 تموز 1981م.
18- «نظرية الأحلاف في العلاقات الدولية»، بحث ألقي في الندوة الدبلوماسية التاسعة لدولة الإمارات العربية المتحدة ونشر في مجلد دراساتها. أبو ظبي 1981م.
19- «مشروع الكونت برنادوت لحل القضية عام 1948»، منشور في القسم الأول في الموسوعة الفلسطينية 1984م.
20- «حركة عدم الانحياز وقضية فلسطين»، منشور في القسم الأول من الموسوعة الفلسطينية، 1984م.
21- «الانفراج الدولي وقضية فلسطين»، منشور في القسم الأول من الموسوعة الفلسطينية، عام 1984م.
22- «معاهدة الصلح المصرية ـ الإسرائيلية»، منشور في القسم الأول من الموسوعة الفلسطينية، 1984م.
23- «المسجد الأقصى وقرارات الأمم المتحدة»، منشور في القسم الأول من الموسوعة الفلسطينية، 1984م.
24- «مؤتمر كامب ديفيد»، منشور في القسم الأول من الموسوعة الفلسطينية 1984م.
25- «مؤتمرات القمة العربية وقضية فلسطين»، منشور في القسم الأول من الموسوعة الفلسطينية، 1984م.
26- «حق تقرير المصير للشعب الفلسطيني في قرارات الأمم المتحدة»، القسم الأول من الموسوعة الفلسطينية،(4 مجلدات)1984م.
27- «هنري كيسنجر»، منشور في القسم الأول من الموسوعة الفلسطينية، 1984م.
28- «تقسيم فلسطين في الأمم المتحدة»، منشور في القسم الأول من الموسوعة الفلسطينية،1984م.
29- «مؤتمر السلام في جنيف للشرق الأوسط 1973م»، منشور في القسم الأول من الموسوعة الفلسطينية،1984م.
30- «مشروع جوزيف جونسون لحل القضية»، منشور في القسم الأول من الموسوعة الفلسطينية، 1984م.
31- «مشروع حكماء إفريقية لحل القضية 1971م» منشور في القسم الأول من الموسوعة الفلسطينية،1984م.
32- «مشروع همرشولد لحل القضية الفلسطينية 1956»، منشور في القسم الأول من الموسوعة الفلسطينية، 1984م.
33- «مشروع الدول الأربع الكبرى لحل القضية 1969م»، منشور في القسم الأول من الموسوعة الفلسطينية 1984م.
34- «الولايات المتحدة الأميركية وقضية فلسطين»، منشور في القسم الأول من الموسوعة الفلسطينية 1984م.
35- «اتفاقيات الممرات الإقليمية والدولية وقضية فلسطين»، منشور في القسم الأول من الموسوعة الفلسطينية 1984م.
36- «الكونجرس الأمريكي وقضية فلسطين»، منشور في القسم الأول من الموسوعة الفلسطينية 1984م.
37- «صك الانتداب على فلسطين»، منشور في القسم الأول من الموسوعة الفلسطينية، 1984م.
38- «اتفاقية الهدنة الدائمة بين لبنان وإسرائيل»، منشور في القسم الأول من الموسوعة الفلسطينية 1984م.
39- «اتفاقية الهدنة الدائمة بين مصر وإسرائيل»، منشور في القسم الأول من الموسوعة الفلسطينية 1984م.
40- «اتفاقية الهدنة الأولى والثانية بين الدول العربية وإسرائيل»، منشور في القسم الأول من الموسوعة الفلسطينية 1984م.
41- «اتفاقية الهدنة الدائمة بين الأردن وإسرائيل»، منشور في القسم الأول من الموسوعة الفلسطينية 1984م.
42- «اتفاقية الهدنة الدائمة بين سورية وإسرائيل»، منشور في القسم الأول من الموسوعة الفلسطينية 1984م.
43- «مشروع الوحدة الثلاثية بين مصر والعراق وسورية»، منشور في القسم الأول من الموسوعة الفلسطينية 1984م.
44- «عضوية إسرائيل في الأمم المتحدة»، منشور في القسم الأول من الموسوعة الفلسطينية 1984م.
45- «تحليل قانوني للاتفاقية المبرمة بين حكومة الجمهورية اللبنانية وإسرائيل»، بحث أُعد لنقابة المحامين في الجمهورية العربية السورية (بالاشتراك مع الدكتور رياض الداودي)تموز 1983م.
46- جامعة الدول العربية الدافع والطموح، مجموعة بحوث ومداخلات نشرها مركز دراسات الوحدة العربية في بيروت 1983م.
(ص 202,398,643,670,674,681,727,762,765,768.)
47- Israel Policies and Practices in Arab Occupied Territoris in the Light of Prevailing International Law
بحث قدم للندوة الثامنة حول الحقوق الثابتة للشعب الفلسطيني في أندونيسية (أيار 1983) ونشر أيضاً بالفرنسية في مجلدات اللجنة الخاصة بحقوق الشعب الفلسطيني في تموز 1983م.
48. Remarks on the Outlook for U.S middle East Relations in the Second Regan Term
بحث قدم لندوة أقامها مركز الدراسات الدولية والاستراتيجية في جامعة جورج تاون في آذار 1985 عن«فرص السلام في الشرق الأوسط في العهد الثاني للرئيس ريغان»، ونشر ضمن كتاب خاص عن أعمال الندوة أصدره المركز 1986م.
49- «أنماط التدابير التي تتخذها الدول العربية ضد إسرائيل»، بحث قدم لندوة المقاطعة والتدابير الاقتصادية في النزاعات المسلحة، جنيف، تشرين الثاني 1986 وترجم إلى الإنكليزية والفرنسية.
50- "التدخل الإنساني في النزاعات المسلحة، بحث قدم للدورة العربية الثانية للقانون الدولي الإنساني، عمان 1986، ونشر في المجلد الخاص بهذه الدورة 1987م.
51- نقاط الضعف في القانون الدولي الإنساني، بحث قدم للدورة العربية الثانية للقانون الدولي الإنساني، عمان 1986، ونشر أيضاً بالإنكليزية والفرنسية، مجلة الصليب الأحمر الدولي 1987م.
52- The Concept of Self Determination in Modern International Law. Presented to the conference on Neoglobalism , Institute of Law and State, Academy of Science of U.S.S.R, Moscow 1987.
53-The International Peace Conference on the Middle East. Presented to the UN Asian Regional Seminar on the Question of Palestine 1987.
في الهند.
54- «البعد الدولي للقضية الفلسطينية»، دراسة في 126 صفحة، منشورة في المجلد السادس من القسم الثاني من الموسوعة الفلسطينية 1990م.
55- «نظام الأمان في الإسلام» أساس المركز القانوني للأجانب في القانون الدولي. بحث مقدم للندوة الثالثة للخبراء العرب للقانون الدولي الإنساني عمان 1991م.
56- «حق الكويت في الدفاع المشروع الجماعي»، بحث ألقي في ندوة العدوان العراقي على الكويت، القاهرة 1991، وصدر في كتاب يحمل اسم الندوة.
57- «الأميركانية» مقالة نشرت في العدد الأول من «الزمان العربي» 1994م.
58- «التربية والتشريع والعقد الاجتماعي» الأداة المهمة، بحث في ثمانين صفحة، قدم للندوة 13 في الجمعية الكويتية لرعاية الطفولة العربية، كانون الأول 1996م.
59- The Arab Israeli Peace Process, A Rejoinder . نشر في مجلة حزيران 1996م
60- «اتحاد إذاعات الدول العربية»، منشور في هيئة الموسوعة العربية، المجلد الأول.
61- «الاتفاقية الدولية»، منشور في هيئة الموسوعة العربية، المجلد الأول.
62- «الأحلاف الدولية (نظرية ـ)»، منشور في هيئة الموسوعة العربية، المجلد الأول.
63- «الاعتراف الدولي»، منشور في هيئة الموسوعة العربية، المجلد الثاني.
64- «الأقاليم غير المتمتعة بالحكم الذاتي»، منشور في هيئة الموسوعة العربية، المجلد الثالث.
65- «الإقليمية (ظاهرة ـ)»، منشور في هيئة الموسوعة العربية، المجلد الثالث.
66- «الأكاديمية العربية للعلوم والتكنولوجية والنقل البحري»، منشورات هيئة الموسوعة العربية، المجلد الثالث.
67- «الأمان في الإسلام»، منشور في هيئة الموسوعة العربية، المجلد الثالث.
68- «الأمم المتحدة (منظمة ـ)»، منشور في هيئة الموسوعة العربية، المجلد الثالث.
69- «الأمن الجماعي»، منشور في هيئة الموسوعة العربية، المجلد الثالث.
70- «الانتداب (نظام ـ)»، منشور في هيئة الموسوعة العربية، المجلد الثالث.
71- «الانتقام في القانون الدولي»، منشور في هيئة الموسوعة العربية، المجلد الثالث.
72- «البحار (قانون ـ)»، منشور في هيئة الموسوعة العربية، المجلد الرابع.
73- «بدوي (عبد الحميد بهجت ـ)»، منشور في هيئة الموسوعة العربية، المجلد الرابع.
74- «التبعية في القانون الدولي»، منشور في هيئة الموسوعة العربية، المجلد الخامس.
75- «تسوية النزاعات الدولية»، منشور في هيئة الموسوعة العربية، المجلد السادس.
76- «تقرير المصير (حق ـ)»، منشور في هيئة الموسوعة العربية، المجلد السادس.
77- «جامعة الدول العربية»، منشور في هيئة الموسوعة العربية، المجلد السابع.
78- «الجنسية»، بالاشتراك مع الدكتور فواز صالح، منشور هيئة الموسوعة العربية، المجلد السابع.
79- «حقوق الإنسان»، منشور في هيئة الموسوعة العربية، المجلد الثامن.
80- «حلف بغداد (المعاهدة المركزية)»، منشور في هيئة الموسوعة العربية، المجلد الثامن.
81- «حلف جنوب شرقي آسيا»، منشور في هيئة الموسوعة العربية، المجلد الثامن.
82- «حلف الريو»، منشور في هيئة الموسوعة العربية، المجلد الثامن.
83- «حلف شمال الأطلسي (منظمة ـ)»، بالاشتراك مع الدكتور رفيق جويجاتي، منشور في هيئة الموسوعة العربية، المجلد الثامن.
84- «حلف وارسو»، منشور في هيئة الموسوعة العربية، المجلد الثامن.
85- «الحماية (نظام ـ)»، منشور في هيئة الموسوعة العربية، المجلد الثامن.
86- «حومد (عبد الوهاب ـ)»، منشور في هيئة الموسوعة العربية، المجلد الثامن.
87- «الدبلوماسية» منشور في هيئة الموسوعة العربية، المجلد التاسع.
88- «دونان (هنري ـ)»، منشور في هيئة الموسوعة العربية، المجلد التاسع.
89- «رابطة الشعوب البريطانية»، منشور في هيئة الموسوعة العربية، المجلد التاسع.
90- «السنهوري (أحمد عبد الرزاق _)»، منشور في هيئة الموسوعة العربية، المجلد الحادي عشر.
91- «السلام (معاهدات ـ)»، منشور في هيئة الموسوعة العربية، المجلد الحادي عشر.
92- «الشرعية الدولية»، منشور في هيئة الموسوعة العربية، المجلد الحادي عشر.
93- «الشيباني (محمد بن الحسن ـ)»، منشور في هيئة الموسوعة العربية، المجلد الحادي عشر.
94- «عصبة الأمم»، منشور في هيئة الموسوعة العربية، المجلد الثالث عشر.
95- «العلاقات العامة»، ومنشور في هيئة الموسوعة العربية، المجلد الثالث عشر.
96-«غروشيوس (هيوغو)»، منشور في هيئة الموسوعة العربية، المجلد الثالث عشر.
97- «غالوب (جورج هوريس)»، منشور في هيئة الموسوعة العربية، المجلد الثالث عشر.
98- «تاريخ القانون الدولي الإنساني وطبيعته القانونية»، نشر في كتاب عن القانون الدولي الإنساني، اللجنة الدولية للصليب الأحمر 2000م.
99- «المحكمة الجنائية الدولية بعض مميزاتها الرئيسية»، مجلة المحامون، دمشق 2001ـ2002م.
100- «جدوى الانضمام إلى المحكمة الجنائية الدولية»، بحث ألقي في الندوة العلمية التي أقامتها الأمانة العامة لجامعة الدول العربية، القاهرة، شباط 2002م.
101- «تفعيل المادة الأولى في اتفاقيات جنيف الأربع»، بحث أُلقي في الندوة العلمية التي أقامتها اللجنة الدولية للصليب الأحمر، القاهرة، أيار 2003م.
102- «الشرعية الدولية وشريعة الغاب»، بحث أُلقي في مدرج كلية الطب، بجامعة حلب، أيار 2003م. بدعوة من جامعة حلب.
103- «القانون الدولي في عصر الهيمنة الأميركية»، بحث أُلقي في مكتبة الأسد، تشرين الأول، 2003م، بدعوة من نقابة المحامين في سورية وهيئة الموسوعة العربية.
104- «حقوق الإنسان بين النظرية والواقع»، محاضرة أُلقيت في المركز الثقافي العربي، أبو رمانة، كانون الأول، 2003م.
105- «حقوق الإنسان بين النظرية والواقع»، محاضرة ألقيت في الندوة الثقافية النسائية في 14/12/2004م.
106- ندوة حول «مدى مشروعية العنف لمقاومة العدوان»، محاضرة ألقيت بالتعاون مع الدكتور عبد الرحمن الحللي والدكتور غريغوار مرشو في فعاليات الأسبوع الثقافي السادس في المركز الثقافي بالمزة بدعوة من دار الفكر وتحت رعاية الأستاذ الدكتور محمود السيد وزير الثقافة.

## وفاته
توفي في يوم الإثنين 26 محرم 1434 هـ الموافق 10 ديسمبر 2012 م.